# Teapleu
Téapleu est une ville de la Région du Tonkpi située à l'ouest de la Côte d'Ivoire, dans le département de Zouan-Hounien dont elle est l'une des sous-préfectures.
Teapleu est une ville de l'ouest